# Канабек Байсеїтов
Канабек Байсеїтів (каз. Қанабек Байсейітов; 15 березня 1905, с. Червоний схід (нині Каратальський район, село Канабек Алматинської області Казахстану) — 10 березня 1979) — казахський радянський режисер, драматург, актор театру та кіно, співак, перекладач. Народний артист Казахської РСР. Лауреат Державної премії Казахської РСР.

## Біографія
Навчався грамоти у мулли, 15-річним став учителем в аульній школі лікнепу. Працював секретарем ревкому, волосного комітету, начальником районного відділення міліції. Походить з підроду Андас роду Шуманак племені Жалайир.
У 1925 році вступив до казахського педагогічного технікуму. Вже у студентські роки був помічений як талановитий самодіяльний актор: у 1926 він зіграв головну роль у спектаклі Ж. Шаніна «Аркалик батир».
У 1927 році організував Театр робітничої молоді, у якому став головним режисером.
З 1929 року — актор казахського драматичного театру (нині Казахський державний академічний театр драми імені М. О. Ауезова), який у 1933 році у зв'язку з перенесенням столиці переїхав з Кизилорди в Алмати.
У 1934 році брав участь в організації Казахського музичного театру (нині Казахський державний академічний театр опери та балету імені Абая) в Алмати з постановки музичної комедії М. Ауезова й І. Коцика «Айман — Шолпан», в якій Канабек зіграв роль Аристана. Також виступав на оперній сцені, де створив неповторні образи хана Аристана, Таргіна, хороброго воїна Толегена з роду Жагалбайли та інших. У наступні роки виконував основні ролі в операх Євгенія Брусиловського «Киз-Жибек» (1934), «Жалбир» (1935), «Ер Таргин» (1936), але вершиною його творчості стала роль Абая, в однойменній опері Ахмета Жубанова та Латифа Хаміді (1944). У цій опері Байсеїтов, показавши відточену техніку театрального мистецтва, через внутрішнє співпереживання герою та драматизм зміг чудово передати образ великого Абая. За виконання головної ролі Байсеїта відзначили Державною премією Казахської РСР.
Поряд з акторською діяльністю писав п'єси («Озбыр болыс», «Зәуре», «Тартыс», «Келіншек», «Ох, ці джигіти», «Ох, ці дівчата»), перекладав казахською мовою твори російських драматургів.

## Сім'я
Від першої дружини мав сина Алдану (1930).
Друга дружина — Гульбахрам Бейсеїтова (1912—1957), оперна співачка, драматична акторка, що стала знаменитою під ім'ям Куляш Байсеїтова. Лауреат двох Сталінських премій другого ступеня (1948, 1949). У 24 роки наймолодша володарка звання «Народний артист СРСР» (1936) за всі роки нагородження. У шлюбі народилося троє доньок: Куралай (1938—1974), Карлигаш (1940) і Каршига (1942—1947), прийомна дочка (племінниця Куляш) Раушан (1947).
У 1957 році одружився втретє, у пари народився син Алдажан Канабекович Байсеїтов (1960).
Онуки від Алдажана: Баян Байсеїтова (1978) — музикантка, піаністка, від першого шлюбу.
Від другого шлюбу — Тимур, Азамат і Джана Байсеїтови — артисти балету та піаністка.

## Вибіркова фільмографія
- 1938 — Амангельди — Жапар
- 1955 — Дівчинаа-джигит —  Журка, в. о. керівника треста
- 1956 — Берези у степу — Алтинбеков
- 1957 — Ботагоз — Ітбай, волосний старшина
- 1959 — На дикому березі Іртиша — Уралов
- 1960 — Тиша — Оспанов
- 1961 — Перевал — Байтемир
- 1961 — Сплав — Жантуар Усенов
- 1963 — Сказ про матір
- 1965 — Чинара на скелі
- 1968 — Подорож у дитинство — Сембай
- 1968 — Синій маршрут — Маке
- 1970 — Киз-Жибек — полонений батир
- 1972 — 1984 — Тризна
- 1974 — Гей ви, ковбої! — Узак-ата
- 1974 — Степове рокотання
- 1975 — Люба — старий
- 1976 — Алпамис йде в школу — Минар-ата

## Нагороди
- орден Леніна (03.01.1959)
- орден Трудового Червоного Прапора
- орден Дружби народів (1975)
- орден «Знак Пошани» (26.05.1936)[6]
- народний артист Казахської РСР
- державна премія Казахської РСР